# ديف مورغان
ديف مورغان (بالإنجليزية: Dave Morgan)‏ هو لاعب كرة قدم أسترالية أسترالي، ولد في 29 سبتمبر 1930.

## وصلات خارجية
- ديف مورغان على موقع AustralianFootball.com (الإنجليزية)
- ديف مورغان على موقع AFLtables.com (الإنجليزية)